# Microneta iracunda
Microneta iracunda là một loài nhện trong họ Linyphiidae.
Loài này thuộc chi Microneta. Microneta iracunda được Octavius Pickard-Cambridge miêu tả năm 1879.